# Syntez Krzemieńczuk
Syntez Krzemieńczuk (ukr. Міні-футбольний клуб «Синтез» Кременчук, Mini-Futbolnyj Kłub "Syntez" Kremenczuk) – ukraiński klub futsalu, mający siedzibę w mieście Krzemieńczuk. W latach 1990–1991 występował w najwyższej klasie rozgrywkowej ZSRR oraz w pierwszych nieoficjalnych mistrzostwach Ukrainy w 1992 roku.

## Historia
Chronologia nazw:
- 1989: Syntez Krzemieńczuk (ukr. «Синтез» Кременчук)
- 1992: klub rozwiązano

Klub futsalowy Syntez Krzemieńczuk został założony w Krzemieńczuku w 1989 roku i startował w jednym z pierwszych turniejów futsalu w ZSRR. Jako jedyny zespół reprezentował Ukraińską SRR wśród 300 drużyn uczestniczących w turnieju "Honor marki" organizowanym przez gazetę "Komsomolska prawda". Po eliminacjach zakwalifikował do 12 najlepszych drużyn, a w finale zajął 5.miejsce. W 1990 roku klub startował w inauguracyjnych mistrzostwach ZSRR w futsalu, zdobywając brązowe medale wśród 16 drużyn. W drugich mistrzostwach ZSRR w futsalu w 1991 klub zajął 9.miejsce wśród 16 drużyn.
Od 10 do 13 października 1990 roku klub występował w pierwszych rozgrywkach Pucharu Ukraińskiej SRR w futsalu, które odbyły się w Dniepropietrowsku, ale nie zakwalifikował się nawet do półfinałów.
Po rozpadzie ZSRR, opuścił zespół trener Iwan Szepełenko, który został prezesem klubu piłkarskiego Naftochimik Krzemieńczuk. Klub stał pokazywać coraz gorsze wyniki. Pierwsze nieoficjalne Mistrzostwa Ukrainy w futsalu 1992 roku zespół zakończył na jedenastej pozycji wśród trzynastu drużyn. Po zamknięciu zakładu, który reprezentował Syntez, klub przestał istnieć. Jego następcą został KrAZ Krzemieńczuk, później przemianowany na Politechnik.

## Barwy klubowe, strój
| Niebieski | Biały |

Zawodnicy klubu zazwyczaj grali swoje mecze domowe w biało-niebieskich strojach.

## Sukcesy

### Trofea międzynarodowe
Nie uczestniczył w rozgrywkach europejskich (stan na 31-05-2019).

### Trofea krajowe
Ukraina
| \| \| Zdobyte trofea w rozgrywkach Ukrainy (stan na: 31-05-2019) \| |                                                            |      |               |
| Rozgrywki                                                           | Osiągnięcie                                                | Razy | Sezon(y)      |
| · Mistrzostwo                                                       | I miejsce                                                  | 0    |               |
| · Mistrzostwo                                                       | II miejsce                                                 | 0    |               |
| · Mistrzostwo                                                       | III miejsce                                                | 0    |               |
| · Mistrzostwo                                                       | 11.miejsce                                                 | 1    | 1992 (nieof.) |
| Puchar                                                              | zdobywca                                                   | 0    |               |
| Puchar                                                              | finalista                                                  | 0    |               |
| II liga                                                             | I miejsce                                                  | 0    |               |
| II liga                                                             | II miejsce                                                 | 0    |               |
| II liga                                                             | III miejsce                                                | 0    |               |
| Ukraina                                                             | Zdobyte trofea w rozgrywkach Ukrainy (stan na: 31-05-2019) |      |               |

ZSRR
| \| \| Zdobyte trofea w rozgrywkach Związku Radzieckiego (stan na: 31-12-1992) \| |                                                                         |      |          |
| Rozgrywki                                                                        | Osiągnięcie                                                             | Razy | Sezon(y) |
| Mistrzostwo                                                                      | I miejsce                                                               | 0    |          |
| Mistrzostwo                                                                      | II miejsce                                                              | 0    |          |
| Mistrzostwo                                                                      | III miejsce                                                             | 1    | 1990     |
| Puchar                                                                           | zdobywca                                                                | 0    |          |
| Puchar                                                                           | finalista                                                               | 0    |          |
| II liga                                                                          | I miejsce                                                               | 0    |          |
| II liga                                                                          | II miejsce                                                              | 0    |          |
| II liga                                                                          | III miejsce                                                             | 0    |          |
|                                                                                  | Zdobyte trofea w rozgrywkach Związku Radzieckiego (stan na: 31-12-1992) |      |          |

### Trofea inne
- Puchar obwodu połtawskiego:
  - zdobywca (1): 1989

## Piłkarze i trenerzy klubu

### Trenerzy
Iwan Szepełenko (1989–1992)

## Struktura klubu

### Stadion
Klub rozgrywał swoje mecze domowe w Hali SK Politechnik w Krzemieńczuku. Pojemność: 500 miejsc siedzących.

### Sponsorzy
- Zakład produkcji koncentratów białkowo-witaminowych w Żółtych Wodach